# 東埔溫泉
23°33′48″N 120°55′50″E / 23.5633329°N 120.9305556°E

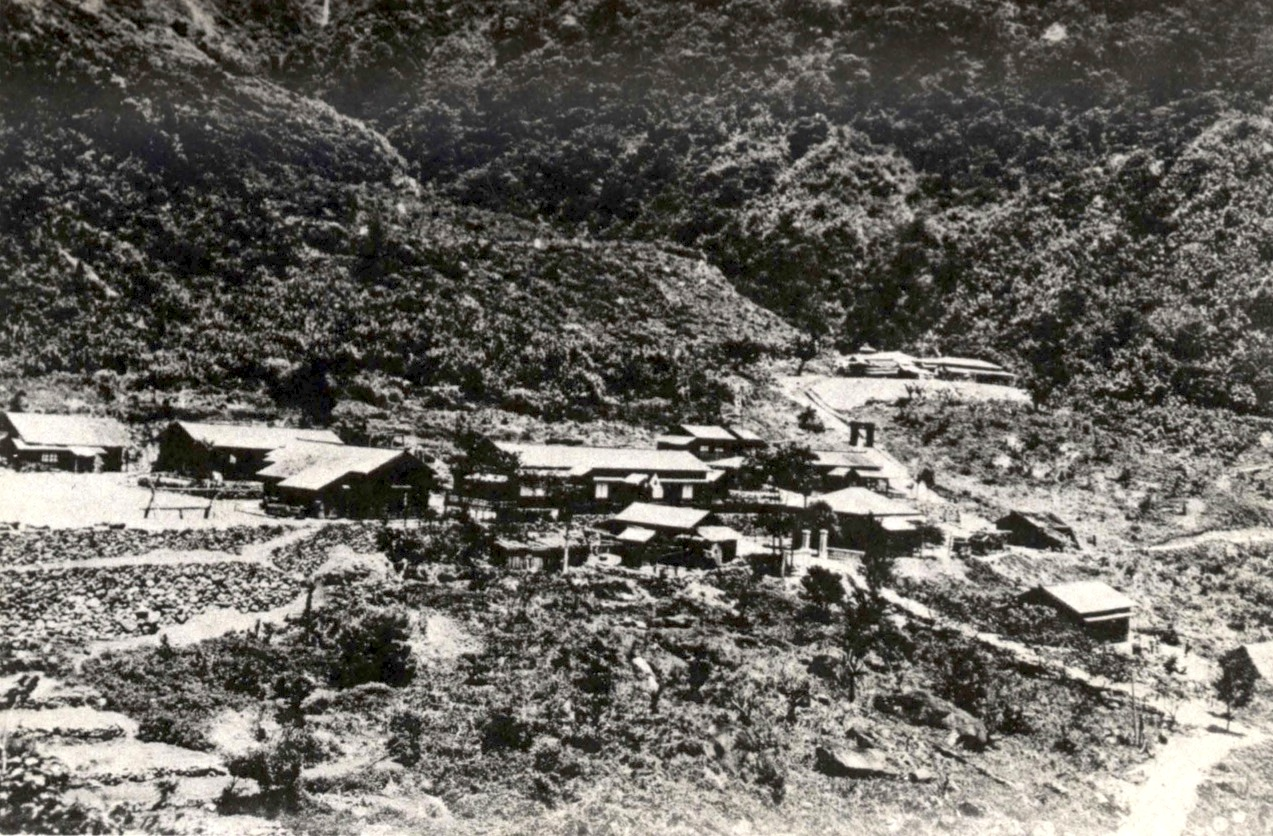
日治時期照片

東埔溫泉，海拔1120公尺，是臺灣中部的溫泉。位於南投縣信義鄉東埔村，緊鄰玉山國家公園西北側，是往返阿里山國家風景區與日月潭國家風景區之中繼站，也是登山客經八通關古道通往玉山的起登處。
東埔溫泉位於玉山北峰尾稜與望鄉山交界處，沿彩虹溪（學名為八項溪）河谷分布，由地質分類上屬於雪山山脈帶的變質岩區溫泉。全區屬布農族的傳統領域。

## 泉質
東埔溫泉有兩個主要的自然湧出露點，水溫分別為49℃和66℃，酸鹼值約pH7.5，碳酸氫根離子約193ppm，鈉離子約179ppm，屬於弱鹼性碳酸氫鈉泉。

## 交通
- 自行開車
  - 北上
    1. 中山高速公路→243K雲林系統→國道三號→下竹山交流道→經台3丙線到竹山→名間→綠色隧道→集集鎮→水里鄉→信義→同富（台21線102.5K）→左轉投（60）線道（前行8公里）→東埔溫泉
    2. 南二高→下竹山交流道→綠色隧道（台3丙線）→集集→水里→信義→同富（台21線102.5K）→左轉南投（60）線道，前行8公里可抵達東埔溫泉

  - 南下
    1. 中山高速公路→由彰化縣彰化系統交流道→中二高→名間交流道→綠色隧道→集集→水里→信義→同富（台21線102.5K）→左轉投（60）線道，前行8公里可抵達東埔溫泉
- 大眾運輸
  - 集集線前可轉乘員林客運前往東埔。

## 外部連結
- 《玉山東埔溫泉》，我的E政府旅遊萬花筒網站[永久]